# جورج مرلي
جورج مرلي (بالفرنسية: Georges Merle)‏ هو رسام فرنسي، ولد في 1851 في باريس في فرنسا، وتوفي في 1886.